# Alexander Schalck-Golodkowski
Alexander Schalck-Golodkowski (nacido como Alexander Golodkowski; 3 de julio de 1932 - 21 de junio de 2015) fue un político administrativo, militante y comerciante de la República Democrática Alemana.
Schalck-Golodkowski fue director del principal área del Ministerio de comercio extranjero y comercio nacional (alemán) doméstico (cargo conocido como 'Hauptverwaltungsleiter') desde 1956 hasta 1969, y Viceministro de comercio externo desde 1967 hasta 1975, y cabecilla de la empresa secreta de comercio de la RDA, la Kommerzielle Koordinierung (por sus siglas KoKo), desde 1966 hasta 1986

## Biografía
Alexander Schalck-Golodkowski, nació en Berlín, Alemania, el día 3 de julio de 1932. Su padre, Peter Golodkowski, era un oficial zarista desertor y recaudador de impuestos, que participó en la Primera Guerra Mundial; Luego, fue director de la escuela de intérpretes de ruso de la Wehrmacht durante el gobierno de Adolf Hitler; Durante ese periodo, fue capturado por régimen soviético, por lo que dejó a Alexander cargo de la familia Schalck, cuando este tenía tan solo ocho años de edad
Schalck-Golodkowsky comenzó su vida laboral siendo aprendiz de panadero, y luego de mecánico (1948-1950), poco después, se introdujo en la militancia política a los diecinueve años, cuando se unió a la Juventud Libre Alemana en el año 1951, y luego al Partido Socialista Unificado de Alemania, en 1955.
En 1952, comenzó su carrera política, ocupando un cargo como empleado de una empresa privada de comercio exterior, y luego, obtuvo un puesto en el ministerio de comercio exterior; Durante esos años, completó los estudios de bachiller en la facultad de granjeros y obreros de Humboldt, y entre 1954 y 1957, cursó la carrera de economía en la Hochschule für Außenhandel.

## Período en la KoKo
En 1966, se unió a la KoKo (en aquel momento, era simplemente un nuevo departamento del ministerio de comercio exterior, y tan solo diez años después se volvería una agencia independiente con gran poder), y al año siguiente, también obtuvo un cargo de oficial especial en la Stasi.
En 1983, Schalck-Golodkowsky se hizo célebre por ser quien lideró unas negociaciones con el líder bávaro, Franz Josef Strauß para obtener un préstamo de mil millones de marcos occidentales por parte del gobierno de la República Federal de Alemania
En 1986 obtuvo otro empleo en el comité central de la PSUA, y debido a sospechas de corrupción en su cargo de la KoKo, huyó a Berlín en diciembre de 1989. Luego estuvo un corto tiempo en la cárcel antes de asentarse en Baviera
Debido a su posición como Viceministro, Secretario de Estado, miembro del Comité Central y Jefe de Coordinación Comercial, Schalck-Golodkowski, era un hombre con amplia influencia económica en la RDA, cargo que le otorgó, no solo contactos, sino acceso a todo tipo de bienes provenientes de RFA, sino que también, muchos otros confiscados en la frontera de RDA, al igual que productos prohibidos para la población, como productos pornográficos, drogas y alcohol.

## Investigación y retiro
Tras la unificación de Alemania, en 1990, todos los agentes que trabajaron en la KoKo, incluyendo a Schalck-Golodkowski (quien la co-dirigía), fueron investigados en 1991, debido a la sospecha de actividades de espionaje, evasión de impuestos, fraude, violación de las regulaciones de embargo, y ofensas hacia el Consejo de Control Aliado.
En 1996, fue llevado a juicio por violar la ley del consejo aliado, y fue sentenciado a un año de libertad condicional; Debido a un deterioro en su salud, se le removieron otros cargos.
En 1987 y 1997 desarrolló tumores cancerosos, los cuales fueron operados con éxito esos mismos años.

## Vida personal
Schalck-Golodkowski estuvo casado dos veces: con Margaret Becker (n. 23 de agosto de 1932), una costurera experta con la que se casó en 1955, y con la que tuvo un hijo en 1956 y una hija en 1964. Se divorciaron en 1975 después de veinte años de matrimonio;
Poco después se casó con su segunda esposa, Sigrid Guttmann (n. 28 de octubre de 1940), una graduada en gestión financiera, y a quien conoció durante su época en el KoKo. El padrastro de Guttmann, Kurt Blecha, era jefe de la oficina de prensa del Consejo de Ministros de la RDA.

## Enfermedad y Muerte
En marzo de 2003, Schalck-Golodkowski sufrió un paro cardíaco, durante sus vacaciones, por lo que debieron operarlo. En los años sucesivos, desarrolló un cáncer que años después, le causó la muerte el 21 de julio de 2015, a los 82 años de edad.